# Хамермеш, Дэниел
Дэниел Селим Хамермеш (родился 20 октября 1943 года) — американский экономист, заслуженный исследователь Барнард-колледжа Колумбийского университета, научный сотрудник Национального бюро экономических исследований и научный сотрудник Института экономики труда (IZA). Ранее был профессором основ экономики имени Сью Киллам в Техасском университете в Остине и профессором экономики в Ройал Холлоуэй, Лондонский университет.

## Образование и опыт
Хамермеш получил степень бакалавра в Чикагском университете, в 1969 году получил докторскую степень в Йельском университете. Преподавал в Техасском университете в Остине (1993—2014), Университете штата Мичиган (1973—1993) и Принстонском университете (1969—1973). Работал приглашённым профессором в Мичиганском и Гарвардском университетах, а также в Европе, Азии и Австралии.
Хамермеш является членом Эконометрического общества и Общества экономики труда, научным сотрудником Национального бюро экономических исследований и Института экономики труда, а также бывшим президентом Общества экономики труда и Экономической ассоциации Среднего Запада. В 2013 году получил двухгодичную премию Минсера Общества экономики труда за вклад в экономику труда, ежегодную премию в области экономики труда от Института экономики труда и двухгодичную премию Джона Р. Коммонса почётного международного экономического общества ΟΔΕ. В настоящее время является главным редактором IZA World of Labor.
Хамермеш получил множество грантов от Национального научного фонда и других федеральных агентств и работал во многих группах Национальной академии наук США. Был главой Научно-консультативного совета Немецкого института экономических исследований (DIW) с 2003 по 2008 год и директором по исследованиям Министерства труда США (ASPER) в 1974—1975 годах. Читал лекции в университетах 49 штатов (кроме Аляски) и округа Колумбия, а также в университетах 36 стран.

## Исследования и публикации
Хамермеш опубликовал более 100 рецензируемых статей в крупнейших экономических журналах. Его работа «Labor Demand» (Спрос на труд) была опубликована в 1993 году издательством Princeton University Press, это же издательство опубликовало его «Beauty Pays» (Красота вознаграждается) в 2011 году. Его книга «Spending Time» (Тратить время) была опубликована в 2019 году издательством Oxford University Press. В этой работе рассматриваются использование времени, спрос на рабочую силу, дискриминация, социальные программы, рынки академического труда и необычные приложения экономики труда (к красоте, сну и самоубийству). В ряде его статей были даны советы по этикету в экономической профессии. В 2016 году Worth Publishers опубликовал пятое издание его книги «Экономика везде» с серией из 400 сценок, предназначенных для иллюстрации повсеместного распространения экономики в повседневной жизни и того, как в ней можно использовать простые инструменты микроэкономики.

## Отставка из-за проблем с безопасностью
После того, как Техасский университет разрешил скрытое огнестрельное оружие в аудиториях, Хамермеш подал в отставку из соображений безопасности, заявив, что, по его мнению, закон увеличил вероятность травмы или смерти для него и других находящихся в аудитории из-за возможных импульсивных действий какого-нибудь недовольного студента.